# 弗雷努瓦-拉里维耶尔
弗雷努瓦-拉里维耶尔（法語：Fresnoy-la-Rivière，法語發音：[fʁɛnwa la ʁivjɛʁ]）是法国瓦兹省的一个市镇，位于该省东部偏南，属于桑利斯区。该市镇总面积6.81平方公里，2009年时的人口为607人。

## 人口
弗雷努瓦-拉里维耶尔人口变化图示